# Henri Jacquelin
Pour les articles homonymes, voir Jacquelin.
Henri Jacquelin, né le 29 septembre 1872 à Évreux et mort le 19 mai 1940, est un architecte français.

## Éléments biographiques
Après des études au collège Saint-François-de-Sales (Évreux), il entre en 1894 à l'École des beaux-arts  et en sort diplômé en 1900. En 1901, il intègre l'atelier de Scellier de Gisors .
Entre 1895 et 1899, son atelier personnel est déjà installé au 20, boulevard du Montparnasse à Paris. En 1889, il est médaillé d'argent lors de l'exposition universelle.
Il s'expose au salon des artistes français (SAF) de 1895 : 1. Vire, l'horloge.- 2. Falaise, la tour des Cordeliers, aquarelles; SAF de 1896 : Intérieur de Saint-Germain-des-Prés; ferme de Fauville, près Évreux; SAF de 1899 : La justice de paix à Pont-l'Évêque (Calvados), aquarelle; L'évêché d'Évreux (Eure), soleil couchant; SAF de 1901 : Une maison de chasse, mention honorable.
Le 19 janvier 1928, il est reçu à la société des architectes diplômés du gouvernement. Il en démissionne en 1940.

## Réalisations
Une de ses réalisations les plus notables est le manoir de Beaumarchais  (commune des Chapelles-Bourbon en Seine-et-Marne) pour Louis Boucheron (1874-1959), fils unique du joaillier Frédéric Boucheron (1830-1902). Commandité en 1927, il est achevé en octobre 1928. L'extérieur de cette demeure est inscrit depuis 1995 au titre des Monuments historiques. 
Suivant la notice de la base Mérimée, « le style de l'édifice, diversement qualifié de normand, pseudo-normand ou anglais, le fait clairement relever du mouvement régionaliste ».
En région parisienne, Henri Jacquelin construit de nombreuses demeures parmi lesquelles :
- demeure du docteur Debat à Saint-Cloud en 1937[5],[6] au sein du jardin des Tourneroches ;
- réplique quasi identique du manoir de Beaumarchais pour la famille Agache à Poissy [7] ;
- mais aussi un projet d'entrée monumentale d'un stade à Saint-Germain-en-Laye [8]

En Normandie, on lui doit :
- la sauvegarde du château de Beaumesnil ;
- à Louviers, 20 rue Henri-Dunant/chemin des Faux, le pavillon dit Le Pelletier (du nom de l'industriel filateur commanditaire Paul Le Pelletier, 1886-1965), dont il dessine également les jardins ;
- au Mesnil-Jourdain, peu avant la Première Guerre mondiale, le château de la Croix-Richard[9], dont le tracé du parc subsiste ;
- il restaure dans le goût « pittoresque » le manoir de La Pommeraye à Berville-sur-Mer[10].
- à Arromanches-les-Bains, on lui doit l'extension du château du Petit-Fontaine [11].
- à Saint-Pierre-de-Cormeilles, il restaure le château de Malou [12]
- à Menneval, il réaménage les pièces de réception du château du XVIIe siècle [13]

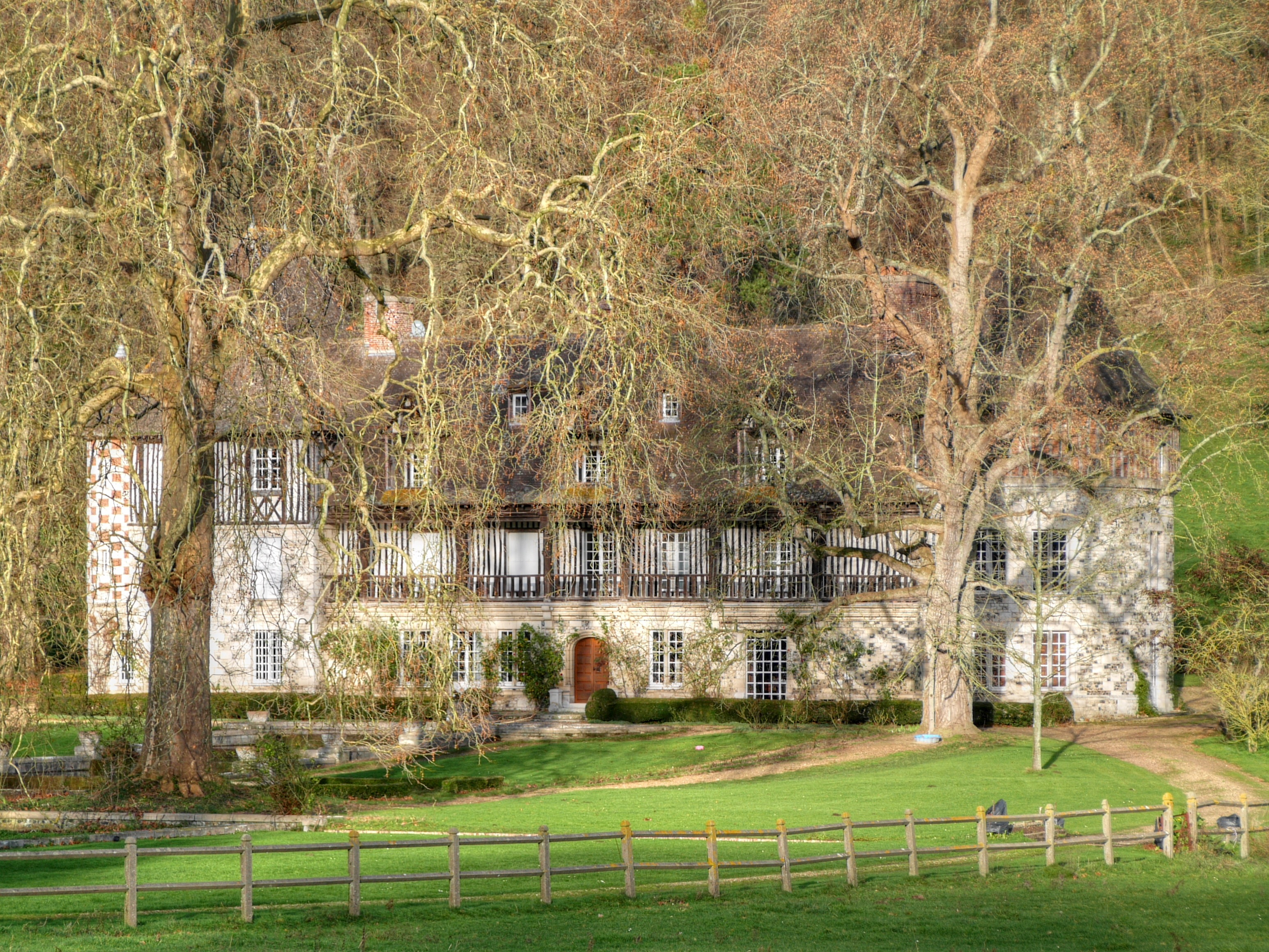
Le Manoir de La Pommeraye à Berville-sur-Mer - Calvados
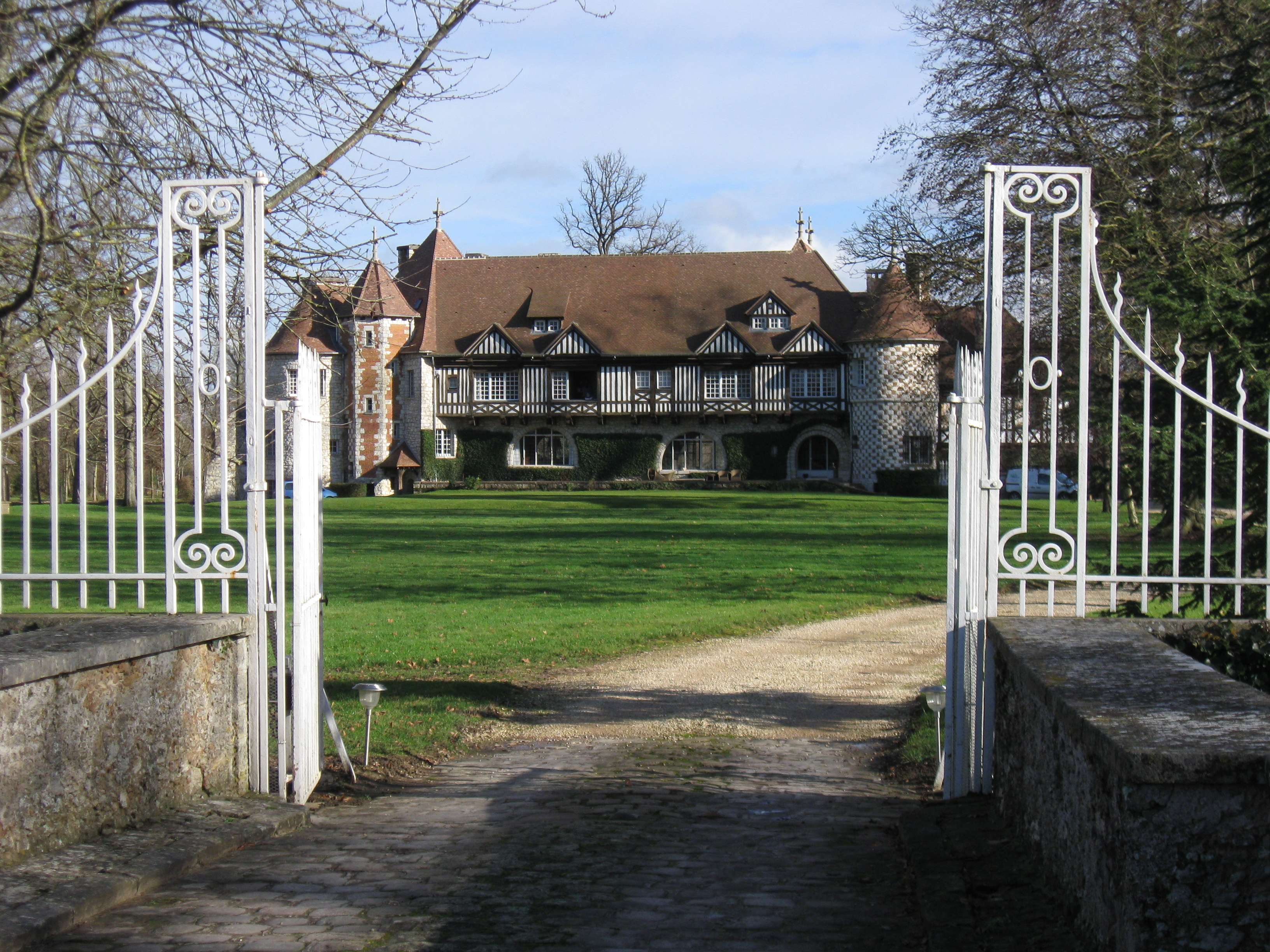
Le manoir de Beaumarchais
- Seine-et-Marne
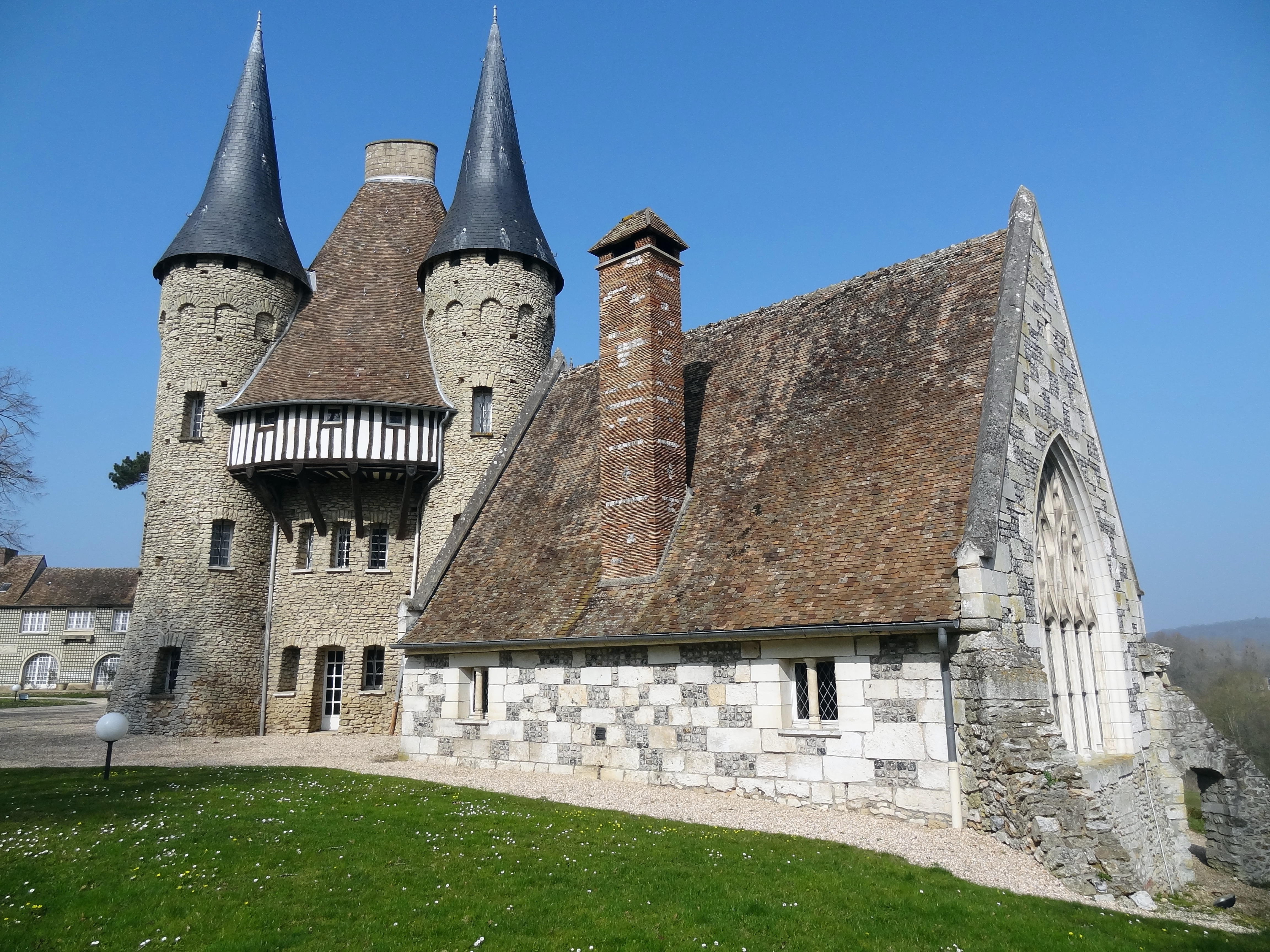
Château de Saint-Hilaire
- Louviers - Eure
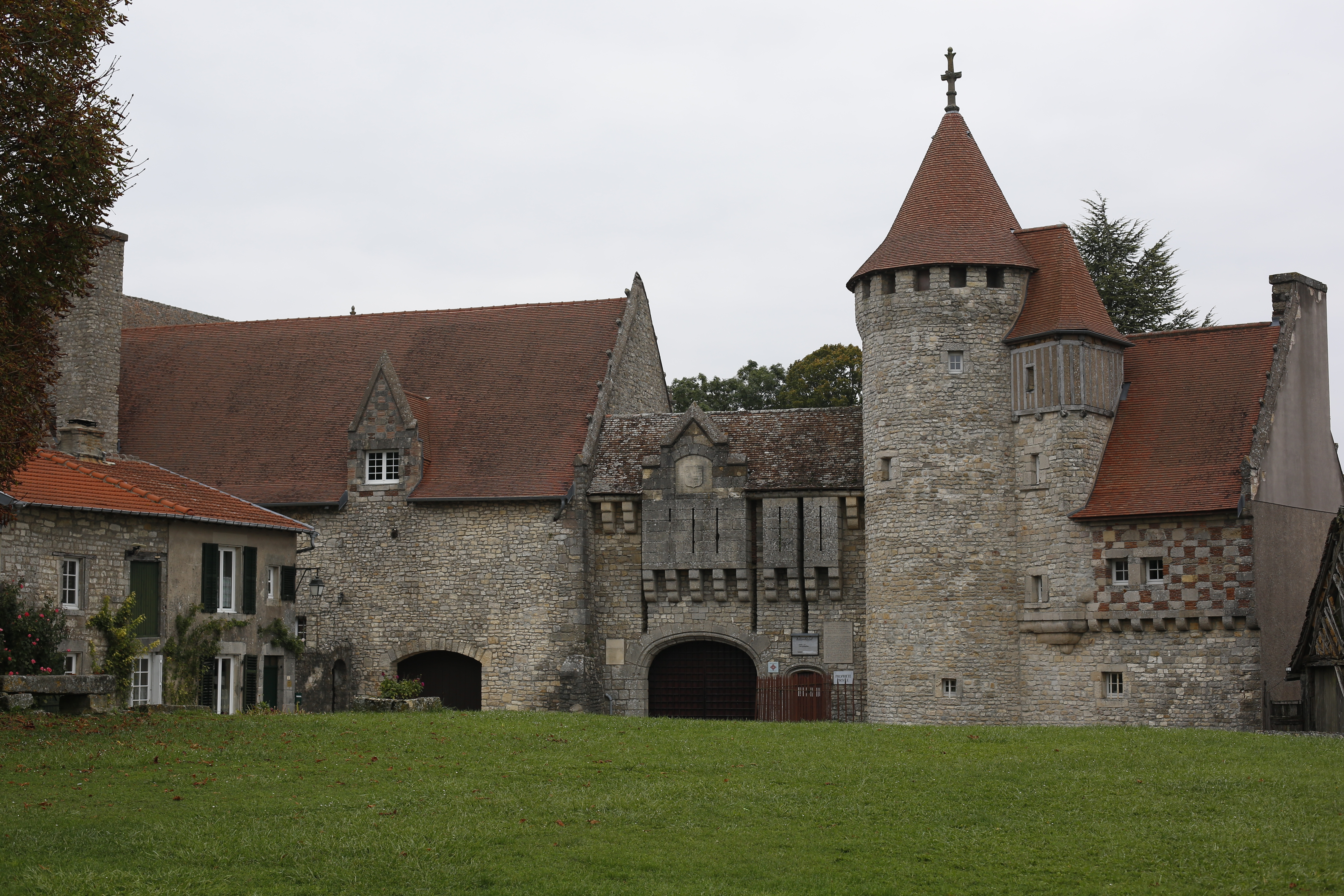
Château d'Hattonchâtel
- Meuse

## Autres œuvres notables

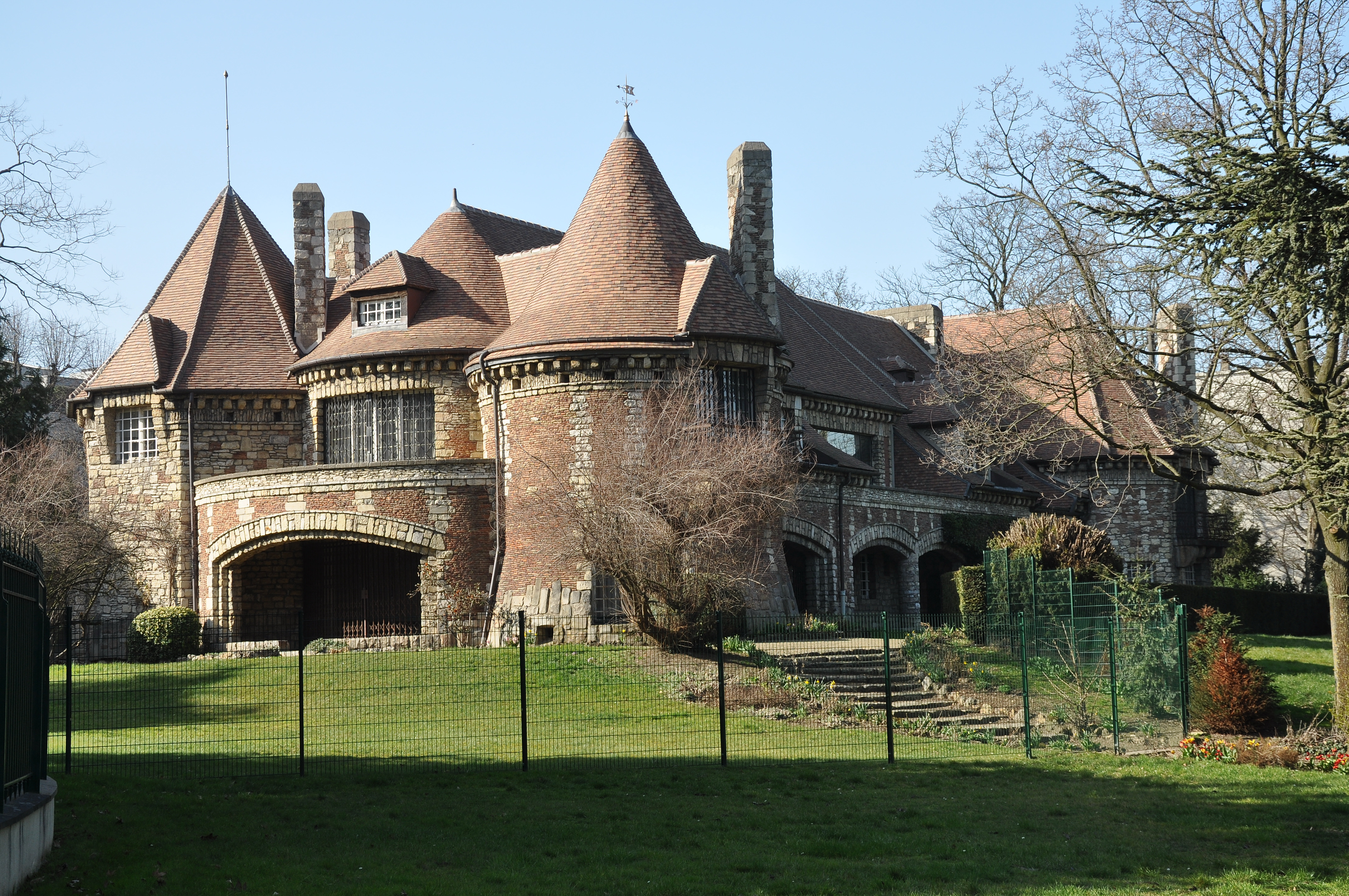
Manoir des Tourneroches - Saint-Cloud.

Henri Jacquelin intervient sur les ouvrages suivants :
- Église paroissiale Saint-Martin, en 1898[14] de Gasny (Eure),
- Château Saint-Hilaire  [15] de Louviers (Eure),
- Château de Houetteville, en 1935 (Eure)

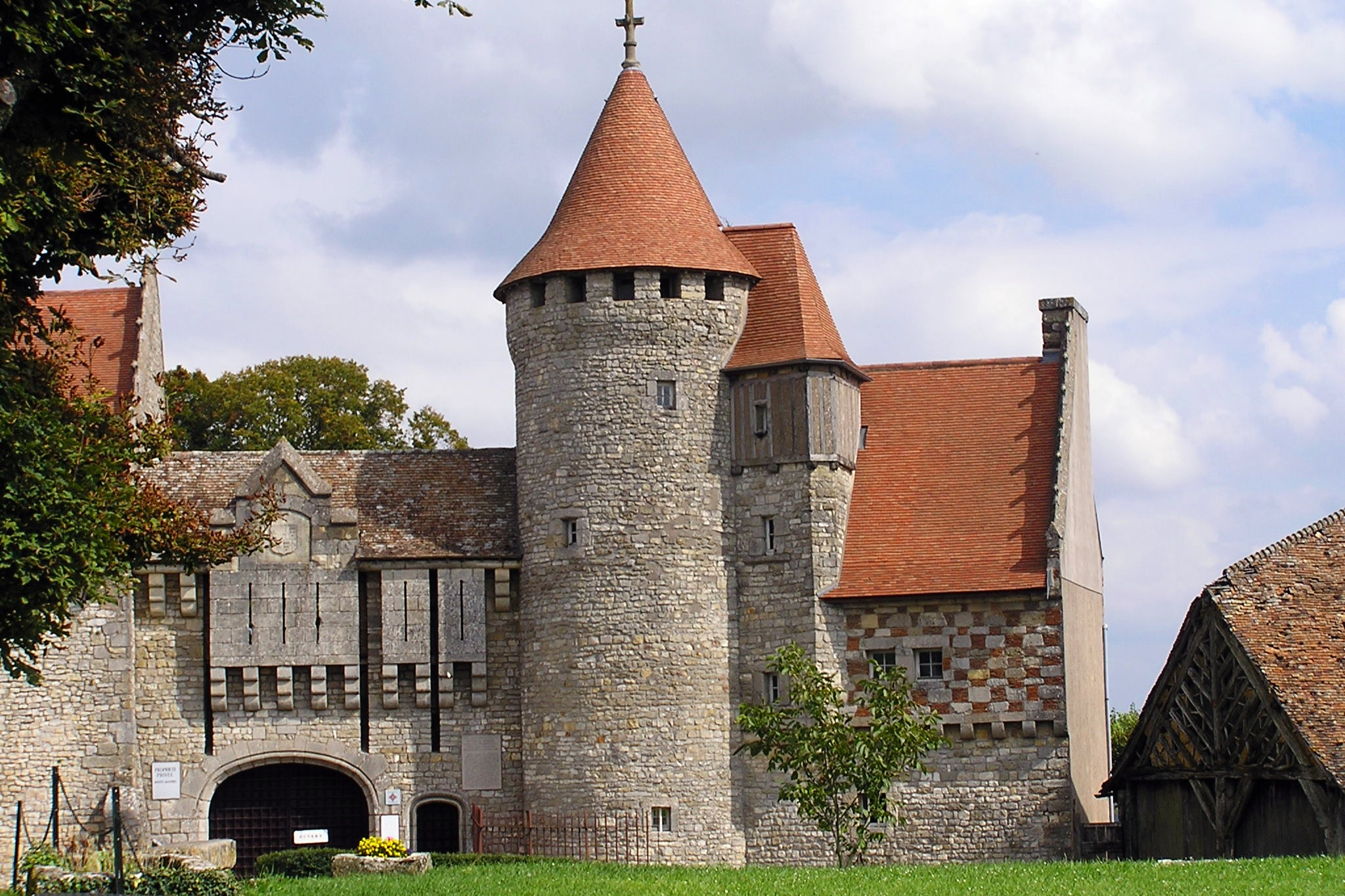
Château d'Hattonchâtel - Meuse.

- Château d'Hattonchâtel, en 1923[16] de Vigneulles (Meuse).

En Belgique lui est attribuée l'église Saint-Paul à Oudenbos, Lokeren.

## Autres œuvres méconnues probables
- Bâtiment non identifié de M. Jacquelin, Évreux (Eure) 1919
- Villa pour M. Ségard, non localisée, Marcq-en-Barœul (Nord) 1929
- Ferme d'Hulliois de M. Prouvost, non localisé (Nord) : habillage de silos en tour de château-fort 1929
- Ferme des Marguerites, Mouvaux (Nord) : transformation 1933
- Manoir de Préfontaine à Épouville (Seine-Inférieure), domaine de 5 hectares

## Ne pas confondre avec son homonyme Henri Pierre Jacquelin 1883-1937
Le dossier d'élève aux beaux-arts d'Henri Pierre Jacquelin atteste son activité en Île-de-France :
- Bâtiment non identifié pour M. Gadenne, Domaine de Grandchamp, Le Pecq (Yvelines) 1929
- Salle des fêtes de la commune du Pecq[18] 1930 à 1934.

## Distinctions
- Croix de guerre 1914-1918